# Ключове (Сімферопольський район)
Ключове́ (до 1948 — Кара́-Чора́, крим. Qara Çora) — село Сімферопольського району Автономної Республіки Крим.
Відстань від райцентру до населеного пункта становить 29 кілометрів по прямій.